# Wolfgang Neugebauer
Pour les articles homonymes, voir Neugebauer.
Wolfgang Neugebauer (né le 9 octobre 1944 à Vienne ) est un historien autrichien et est pendant de nombreuses années le directeur scientifique des Archives de documentation de la Résistance autrichienne (DÖW). Il est professeur honoraire d'histoire contemporaine à l'Université de Vienne.

## Biographie
Diplômé du Bundesrealgymnasium Wien 18 (1962), Wolfgang Neugebauer étudie l'histoire et la géographie à l'Université de Vienne. En 1969, il obtient son doctorat avec la thèse Histoire du mouvement de jeunesse social-démocrate en Autriche sous la direction de Ludwig Jedlicka (de).
En 1970, il commence à travailler dans les archives de documentation de la résistance autrichienne, dont il est le directeur scientifique de 1983 à novembre 2004 en tant que successeur d'Herbert Steiner (de).
Il est également président du Forum international Mauthausen (au ministère fédéral de l'Intérieur) de sa fondation en février 2004 à octobre 2007. Il est vice-président de l'Action contre l'antisémitisme en Autriche et membre du conseil d'administration de l'Institut pour la science et l'art (de) et de la Société austro-israélienne.
Neugebauer enseigne dans les universités de Vienne, Linz, Graz, Klagenfurt et Salzbourg. En 1995, il est nommé professeur honoraire d'histoire contemporaine à l'Université de Vienne.
Il est marié et a deux enfants.

## Travaux (sélection)
- Bauvolk der kommenden Welt. Geschichte der sozialistischen Jugendbewegung in Österreich (= Veröffentlichungen des Ludwig-Boltzmann-Instituts für Geschichte der Arbeiterbewegung). Europaverlag, Wien 1975  (ISBN 3-203-50526-6).
- (Hrsg.): Von der Utopie zum Terror. Stalinismus-Analysen (= Österreichische Texte zur Gesellschaftskritik. Bd. 59). Verlag für Gesellschaftskritik, Wien 1994  (ISBN 3-85115-187-9).
- mit Brigitte Bailer-Galanda und Wolfgang Benz (Hrsg.): Die Auschwitzleugner. „Revisionistische“ Geschichtslüge und historische Wahrheit (= Antifa-Edition). Elefanten-Press, Berlin 1996  (ISBN 3-88520-600-5).
- mit Brigitte Bailer-Galanda: Haider und die „Freiheitlichen“ in Österreich (= Antifa-Edition). 2. Auflage, Elefanten-Press, Berlin 1997  (ISBN 3-88520-638-2).
- mit Eberhard Gabriel (Hrsg.): Zur Geschichte der NS-Euthanasie in Wien. Böhlau, Wien u. a. 1999 ff.
- mit Emmerich Tálos (de), Ernst Hanisch (de) (Hrsg.): NS-Herrschaft in Österreich. Ein Handbuch. ÖBV und hpt, Wien 2000  (ISBN 3-209-03179-7).
- mit Emmerich Tálos (Hrsg.): Austrofaschismus. Politik, Ökonomie, Kultur. 1933–1938. 5. Auflage. Lit, Münster u. a. 2005  (ISBN 3-8258-7712-4).
- mit Peter Schwarz: Der Wille zum aufrechten Gang. Offenlegung der Rolle des BSA bei der gesellschaftlichen Reintegration ehemaliger Nationalsozialisten. Der Wille zum aufrechten Gang. Hrsg. vom Bund Sozialdemokratischer AkademikerInnen, Intellektueller und KünstlerInnen, Czernin, Wien 2005  (ISBN 3-7076-0196-X).
- mit Kurt Scholz (de), Peter Schwarz (Hrsg.): Julius Wagner-Jauregg im Spannungsfeld politischer Ideen und Interessen. Eine Bestandsaufnahme. Beiträge des Workshops vom 6./7. November 2006 im Wiener Rathaus (= Wiener Vorlesungen: Forschungen. Bd. 3). Lang, Frankfurt am Main u. a. 2008  (ISBN 978-3-631-58122-3).
- Der österreichische Widerstand 1938–1945. Überarbeitete und erweiterte Fassung, Edition Steinbauer, Wien 2015  (ISBN 978-3-902494-74-0).
- (Hrsg.): Aufrechter Gang in neuen Zeiten. Ernst Nedwed – Sozialdemokrat, Volksbildner, Antifaschist.  Carl Gerold’s Sohn Verlagsbuchhandlung, Wien 2015  (ISBN 978-3-900812-49-2).